# Nikolaos Arampatzīs
Nikolaos Arampatzīs (in greco Νικόλαος Αραμπατζής?; Serres, 10 marzo 1984) è un calciatore greco, difensore dell'Hellas München.

## Carriera
Ha giocato nella massima serie dei campionati greco e cipriota.